# Termonbarry
Termonbarry is een plaats in het Ierse graafschap County Roscommon. De plaats telt minder than 100 inwoners.